# Quincerot (Côte-d'Or)
Quincerot é uma comuna francesa na região administrativa da Borgonha-Franco-Condado, no departamento de Côte-d'Or. Estende-se por uma área de 4,38 km². Em 2010 a comuna tinha 80 habitantes (densidade: 18,3 hab./km²).